# Brighton and Hove
Brighton and Hove és una ciutat i àrea d'autoritat unitària del comtat d'East Sussex, Anglaterra. A la vora hi ha dibversos pobles situats a prop dels centres turístics de Brighton i Hove. El districte és administrat per l'ajuntament de Brighton and Hove.Els dos complexos, juntament amb Worthing i Littlehampton a West Sussex, constitueixen la segona zona urbanitzada més poblada del sud-est d'Anglaterra després de South Hampshire. El 2014, l'Ajuntament de Brighton and Hove i altres ajuntaments pròxims, van crear l'associació empresarial local de la regió Greater Brighton City Region.

## Localitats i població
- Brighton and Hove: 242,858
- Portslade-by-Sea: 20,325
- Saltdean: 13,363
- University of Sussex: 3,975
- Woodingdean: 10,016[5]

## Història
A la fi del segle v, un cop es van retirar els romans, els saxons van desembarcar a prop de Selsey i van avançar terra endins. Els saxons del sud, d'on prové el nom Sussex, van fundar el regne de Sussex que, més endavant va ser conquerit pel veí Wessex. El 1066 Guillem de Normandia (Guillem I d'Anglaterra anomenat "el conqueridor") va desembarcar a Pevensey i va vèncer els saxons a la batalla de Hastings.
Els normands hi van construir nombroses edificacions, monestirs i fortaleses, com Arundel i Pevensey que es va construir dins del que havia estat un oppidum romà. Les principals ciutats en l'època medieval eren Chichester, Lewes i els ports de Hastings i Rye. A l'Edat Mitjana s`hi va desenvolupar  la indústria del ferro, aprofitant el mineral i el carbó locals.